# Mistrzostwa USA Strongman 1997
Mistrzostwa USA Strongman 1997 – doroczne, indywidualne zawody
amerykańskich siłaczy.
Data: 26, 27, 28, 29 sierpnia 1997 r.

Miejsce: Primm (stan Nevada)  Stany Zjednoczone
WYNIKI ZAWODÓW:
| Miejsce | Zawodnik       | Punkty              |
| ------- | -------------- | ------------------- |
| 1.      | Mark Philippi  | 108                 |
| 2.      | Harold Collins | 85,5                |
| 3.      | Tommy Ingalsbe | 83,5                |
| 4.      | Ken Brown      | 79,5                |
| 4.      | Phil Martin    | 79,5                |
| 6.      | Kevin Toth     | 68                  |
| 7.      | James Voronin  | 64,5                |
| 8.      | Gary Mitchell  | 46,5 (kontuzjowany) |